# Siklósi Gergely
Siklósi Gergely (Tapolca, 1997. szeptember 4. –) olimpiai, világ- és Európa-bajnok magyar párbajtőrvívó. A Honvéd versenyzője.

## Sportpályafutása
2013-ban a kadét Európa-bajnokságon csapatban (Bányai Zsombor, Tóth Gergely, Buta Levente) aranyérmet szerzett. 2014-ben  a kadét vívók Jeruzsálemben rendezett Európa-bajnokságán ezüstérmes volt egyéniben, bronzérmes csapatban (Bakos Bálint, Esztergályos Patrik, Tóth G.).  Egy évvel később a bázeli junior Európa-bajnokságon csapatban (Bányai Zsombor, Esztergályos, Nagy Dávid) második volt. A junior világbajnokságon csapatban (Bányai, Cho Taeun Sándor, Esztergályos) bronzérmet szerzett. 2016-ban az újvidéki junior Európa-bajnokságon egyéniben és csapatban (Esztergályos, Bányai, Bakos) aranyérmet szerzett.  Egy hónap múlva a kadét vb-n bronzérmes lett. Majd a Bakos, Bányai, Esztergályos összetételű párbajtőrcsapat negyedik tagjaként ezüstérmet nyert a bourges-i junior világbajnokságon.
A 2017-es junior Eb-n csapatban (Andrásfi Tibor, Esztergályos, Koch Máté) bronzérmet szerzett. A junior vb-n egyéniben és a csapatban (Koch, Andrásfi, Esztergályos) is a dobogó harmadik fokára állhatott fel. A felnőtt Eb-n a 64 között kiesett. Csapatban (Rédli András, Bányai, Somfai Péter) ötödik volt.  A felnőtt vb-n egyéniben kiesett, csapatban (Rédli, Bányai, Somfai) negyedik lett. Az universiadén a 32 között kiesett, csapatban (Bányai, Berta Dániel, Cho Taeun) ezüstérmes lett. 2018 januárjában BEK győztes lett a Honvéddel. A felnőttek mezőnyében 21 éves korában, 2019-ben jött el számára az áttörés. A júniusban rendezett düsseldorfi Európa-bajnokságon bronzérmes lett a párbajtőrcsapat (Rédli, Berta, Koch) tagjaként, 24. egyéniben. Az egy hónappal később Budapesten rendezett olimpiai kvalifikációs világbajnokságon pedig egyéniben szerzett világbajnoki címet a fegyvernem küzdelmei során. A versenynap folyamán legyőzte többek közt az aktuális Ázsia-bajnokot, a 2016-ban olimpiai bajnok Pak Szangjongot, az elődöntőben az olimpiai és Európa-bajnoki ezüstérmes olasz Andrea Santarellit, majd a döntőben 15–14 arányban az Európa-bajnok orosz Szergej Bidát is. Csapatban (Rédli, Berta, Koch) 11. lett.
A 2021 nyarán megrendezett tokiói olimpián párbajtőr egyéniben a kínai Dong Chao (15–9), as marokkói Houssam El Kord (15–13), a címvédő dél-koreai Pak Szangjong (15–12), és az olasz Andrea Santarelli (15–10) legyőzésével döntőbe jutott, ahol a francia Romain Cannone-tól kapott ki 15–10 arányban. A 2022-es Európa-bajnokságon egyéniben 23., csapatban (Andrásfi Tibor, Nagy Dávid, Koch Máté) hetedik volt. A 2023-as Európa-bajnokságon a 20. helyen végzett.
A 2024-es párizsi olimpián párbajtőr egyéniben a negyeddöntőben maradt alul a belga Neisser Loyola ellenében (13–13). A párbajtőr csapatversenyében a magyar csapat (Koch Máté, Andrásfi Tibor, Nagy Dávid) tagjaként aranyérmet szerzett, miután a negyeddöntőben Kazahsztánt (45–30), az elődöntőben a házigazda Franciaországot (45–30), a döntőben pedig a címvédő Japánt (26–25) is legyőzték.
A Tbilisziben rendezett 2025-ös világbajnokságon párbajtőr egyéniben ezüstérmet szerzett.A döntőben Kano Kokitól szenvedett 10–9-es vereséget.

## Eredményei
Magyar bajnokság
- párbajtőr egyéni
  - aranyérmes: 2016
  - ezüstérmes: 2019
  - bronzérmes: 2015, 2017
- párbajtőr csapat
  - aranyérmes: 2013, 2015, 2017, 2019, 2021, 2025
  - ezüstérmes: 2014, 2016
  - bronzérmes: 2012

## Díjai, elismerései
- Az év magyar utánpótlás sportolója választás: harmadik hely (2016, 2017)
- Az év magyar vívója (2019[25])
- A Magyar Érdemrend lovagkeresztje (2021)[26]
- A Magyar Érdemrend tisztikeresztje (2024)[27]